# Cheiromeles parvidens
Cheiromeles parvidens là một loài động vật có vú trong họ Dơi thò đuôi, bộ Dơi. Loài này được Miller & Hollister mô tả năm 1921.